# Halothan
Halothane, được bán dưới tên Fluothane trong cùng một số tên khác, là một thuốc gây mê toàn thân. Chúng có thể được sử dụng để bắt đầu hoặc duy trì trạng thái gây mê. Một trong những điểm tốt của nó là nó không làm tăng sản xuất nước bọt, điều này có thể đặc biệt hữu ích ở những người khó đặt nội khí quản. Chúng được sử dụng qua bằng đường mũi-dạng hít.
Các tác dụng phụ của thuốc có thể kể đến như nhịp tim không đều, giảm khả năng thở (suy hô hấp) và các vấn đề về gan. Thuốc không nên được sử dụng cho những người bị rối loạn chuyển hóa porphyrin hoặc có tiền sử bệnh tật tăng thân nhiệt ác tính ở chính họ hoặc người thân trong gia đình họ. Không rõ liệu sử dụng trong khi mang thai có hại cho đứa trẻ hay không và thường không được khuyến cáo sử dụng trong phẫu thuật mổ lấy thai. Halothane là một phân tử có đồng phân quang học được sử dụng như một hỗn hợp racemic (có cả hai đồng phân).
Halothane được phát hiện vào năm 1955. Nó nằm trong danh sách các loại thuốc thiết yếu của Tổ chức Y tế Thế giới, hay nhóm các loại thuốc hiệu quả và an toàn nhất cần thiết trong một hệ thống y tế. Tính đến năm 2014, chi phí bán buôn ở các nước đang phát triển là khoảng 22 đến 52 USD cho một chai 250 ml. Việc sử dụng nó ở các nước phát triển đã được thay thế chủ yếu bởi các hóa chất mới hơn như sevoflurane. Nó không còn được bán ở Hoa Kỳ.